# イン・ザ・ホット・シート
イン・ザ・ホット・シート（In the Hot Seat）は、エマーソン・レイク・アンド・パーマー（ELP）が1994年に発表したアルバム。

## 内容
1992年に再結成したELPが『ブラック・ムーン』に続いて発表した、1990年代の2作目の新作アルバム。プロデューサーにはキース・オルセンが迎えられた。全10曲中、3曲がメンバーだけによる作品。5曲がメンバーとオルセンやメンバー以外の人物との共作である。「マン・イン・ザ・ロング・ブラック・コート」はボブ・ディランが1989年に発表した曲で、本作ではキース・エマーソンが編曲を担当した。
「ダディ」は、グレッグ・レイクが前年の1993年8月に当時12歳の少女がアメリカのニューヨーク州の自宅近くで突然消息不明になった事件を知って書き下ろした。
エマーソンは本作のレコーディング直前に腕の手術を受けた結果、満足のいく演奏が出来なかったので、本作のキーボード・パートはプログラミングによる音源に頼らざるを得なかった。彼は本作の仕上がりに不満があり気に入っていないとされた。

## 評価
1970年代のELPらしい要素が前作の『ブラック・ムーン』よりもさらに薄れたと評された。

## 収録曲
1. ハンド・オブ・トゥルース – Hand of Truth　(Keith Emerson, Greg Lake)
2. ダディ – Daddy (Lake)
3. ワン・バイ・ワン – One by One (Emerson, Lake, Keith Olsen)
4. ハート・オン・アイス – Heart on Ice (Lake, Olsen)
5. シン・ライン – Thin Line (Bill Wray, Lake, Olsen)
6. マン・イン・ザ・ロング・ブラック・コート – Man in the Long Black Coat (Bob Dylan, arr. Emerson)
7. チェンジ – Change (Wray, Emerson, Olsen)
8. リーズン・トゥ・ステイ – Give Me a Reason to Stay (Steve Diamond, Sam Lorber)
9. ゴーン・トゥー・スーン – Gone Too Soon (Lake, Wray, Keith Wechsler)
10. ストリート・ウォー – Street War (Emerson, Lake)
11. 展覧会の絵 – Pictures at an Exhibition （CD ボーナス・トラック[注釈 3]）
12. ハンマー・イット・アウト - (Emerson) （日本盤限定収録曲）

| 各トラックの作詞・作曲と演奏時間は en:In_the_Hot_Seat による。 |                                                                           |                            |       |
| #                                                              | タイトル                                                                  | 作詞・作曲                 | 時間  |
| 1.                                                             | 「Hand of Truth (ハンド・オブ・トゥルース)」                              | Keith Emerson, Greg Lake   | 5:23  |
| 2.                                                             | 「Daddy (ダディ)」                                                        | Lake                       | 4:42  |
| 3.                                                             | 「One by One (ワン・バイ・ワン)」                                         | Emerson, Lake, Keith Olsen | 5:08  |
| 4.                                                             | 「Heart on Ice (ハート・オン・アイス)」                                   | Lake, Olsen                | 4:20  |
| 5.                                                             | 「Thin Line (シン・ライン)」                                              | Bill Wray, Olsen, Emerson  | 4:46  |
| 6.                                                             | 「Man in the Long Black Coat (マン・イン・ザ・ロング・ブラック・コート)」 | Bob Dylan (arr. Emerson)   | 4:12  |
| 7.                                                             | 「Change (チェンジ)」                                                     | Wray, Emerson, Olsen       | 4:44  |
| 8.                                                             | 「Give Me a Reason to Stay (リーズン・トゥ・ステイ)」                     | Steve Diamond, Sam Lorber  | 4:14  |
| 9.                                                             | 「Gone Too Soon (ゴーン・トゥー・スーン)」                                | Lake, Wray, Keith Wechsler | 4:12  |
| 10.                                                            | 「Street War (ストリート・ウォー)」                                       | Emerson, Lake              | 4:24  |
| 合計時間:                                                      | 合計時間:                                                                 | 合計時間:                  | 46:05 |

| 各曲の演奏時間は en:In_the_Hot_Seat による。 | | |       |
| #                                            | タイトル | 作詞・作曲 | 時間  |
| 11.                                          | 「Pictures at an Exhibition (展覧会の絵) a. "Promenade (プロムナード)" (1:45) b. "The Gnome (こびと)" (2:07) c. "Promenade (プロムナード)" (1:45) d. "The Sage (賢人)" (3:10) e. "The Hut of Baba Yaga (バーバ・ヤーガの小屋)" (1:15) f. "The Great Gates of Kiev (キエフの大門)" (5:23)」 | Modest Mussorgsky Mussorgsky, Carl Palmer Mussorgsky, Lake Lake Mussorgsky, Emerson, Lake, Palmer Mussorgsky, Lake | 15:29 |

| 演奏時間は en:In_the_Hot_Seat による。 |                                              |      |         |      |
| #                                      | タイトル                                     | 作詞 | 作曲    | 時間 |
| 12.                                    | 「Hammer It Out (ハンマー・イット・アウト)」 |      | Emerson | 2:36 |

## 参加ミュージシャン
Emerson, Lake and Palmer
- Keith Emerson – キーボード、キーボード・プログラミング
- Greg Lake – ボーカル、ベース・ギター、ギター
- Carl Palmer – ドラムス

その他
- Bill Wray – バッキング・ボーカル (#5)
- Paula Mattioli – バッキング・ボーカル (#5)
- Kristen Olsen – バッキング・ボーカル (#2)
- Tim Pierce – ギター (#6)
- Richard Baker – キーボード・プログラミング
- Brian Foraker – キーボード・プログラミング
- Keith Wechsler – ドラム・プログラミング、キーボード・プログラミング